# Каракокша (река)
Карако́кша (в верховье Карагау) — река в России, протекает в Чойском районе Республики Алтай.
Берёт начало в месте слияния рек Сарысаз и Уолуоду, на восточном склоне горы Балтырган. Впадает в Саракокшу в 42 км от устья по правому берегу, в районе села Каракокша. Длина реки составляет 49 км.

## Притоки
- 20 км: Бельга
- 25 км: Кылай
- 28 км: Угул
- 31 км: Саганы
- 38 км: Байоюк

Система водного объекта: Саракокша → Бия → Обь → Карское море.

## Данные водного реестра
По данным государственного водного реестра России относится к Верхнеобскому бассейновому округу, водохозяйственный участок реки — Бия, речной подбассейн реки — Бия и Катунь. Речной бассейн реки — (Верхняя) Обь до впадения Иртыша.